# Plan (geometrie)

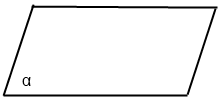
Reprezentarea grafică a unui plan geometric

Trei plane paralele

În geometrie un plan (pl. plane) este o suprafață bidimensională, cu curbură zero, nelimitată în orice direcție. În geometria euclidiană – despre care va fi vorba în restul articolului – este notat cu {\displaystyle {\textbf {E}}^{2}} sau {\displaystyle \mathbb {E} ^{2}}, în care două numere reale sunt necesare pentru a specifica poziția fiecărui punct, prin coordonate carteziene. La desenarea figurilor, planul se poate reprezenta printr-un paralelogram sau printr-un triunghi oarecare. De obicei se notează cu litere mici din alfabetul grec α, β, ψ, π etc., sau cu trei litere mari puse în paranteză rotundă (ABC), unde A, B, C sunt trei puncte necoliniare oarecare ale acestui plan.
În spațiul euclidian tridimensional, un plan poate fi determinat fie de trei puncte necoliniare, fie de o dreaptă și un punct exterior ei, fie de două drepte paralele. Este o noțiune primitivă în geometrie.

## Noțiune în geometria euclidiană

Două plane secante în spaţiul tridimensional

În lucrarea lui Euclid, Elementele, planul este o noțiune fundamentală, la fel ca și dreapta și punctul.
Una din axiomele geometriei euclidiene este:
- „Prin trei puncte necoliniare trece un plan și numai unul”.

Corolare ale acestei axiome sunt:
- „Printr-o dreaptă și un punct nesituat pe această trece un plan și numai unul”.
- „Prin două drepte secante trece un plan și numai unul”.

## Pozițiile relative a două plane
Într-un spațiu tridimensional, există doar două poziții relative a două plane:
- Paralele: Intersecția lor este vidă;
- Secante: Intersecția lor este o dreaptă.

## Poziția relativă dintre un plan și o dreaptă
Considerând dreapta (D), și planul (P), pozițiile relative dintre acestea pot fi:
- (D), este inclusă în (P);
- Intersecția dintre (D) și (P) este un punct;
- (D) și (P) sunt disjuncte.
- Într-un spațiu tridimensional, (D) este paralelă cu (P) dacă și numai dacă (D) este inclusă în (P) sau disjunctă de (P).

## Proprietăți ale planului în spațiul euclidianR3
- Două drepte perpendiculare pe același plan sunt paralele între ele.
- Două plane perpendiculare pe aceeași dreaptă sunt paralele între ele.

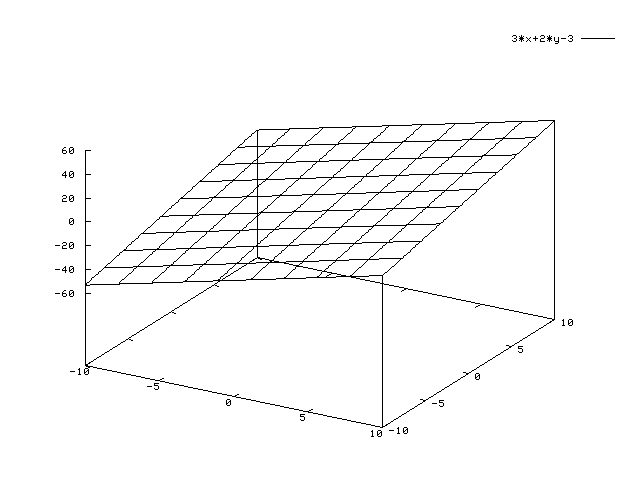
Un plan în spaţiul euclidian tridimensional

## Planul în geometria analitică

### Ecuația planului care trece prin trei puncte
Fie punctele necoliniare {\displaystyle p_{1}}=({\displaystyle x_{1}}, {\displaystyle y_{1}}, {\displaystyle z_{1}}), {\displaystyle p_{2}}=({\displaystyle x_{2}}, {\displaystyle y_{2}}, {\displaystyle z_{2}}), și {\displaystyle p_{3}}=({\displaystyle x_{3}}, {\displaystyle y_{3}}, {\displaystyle z_{3}}).
Planul care trece prin {\displaystyle p_{1}}, {\displaystyle p_{2}}, și {\displaystyle p_{3}} poate fi definit ca mulțimea punctelor (x, y, z) care îndeplinesc următoarele ecuații echivalente:
{\displaystyle {\begin{vmatrix}x-x_{1}&y-y_{1}&z-z_{1}\\x_{2}-x_{1}&y_{2}-y_{1}&z_{2}-z_{1}\\x_{3}-x_{1}&y_{3}-y_{1}&z_{3}-z_{1}\end{vmatrix}}={\begin{vmatrix}x-x_{1}&y-y_{1}&z-z_{1}\\x-x_{2}&y-y_{2}&z-z_{2}\\x-x_{3}&y-y_{3}&z-z_{3}\end{vmatrix}}={\begin{vmatrix}x&y&z&1\\x_{1}&y_{1}&z_{1}&1\\x_{2}&y_{2}&z_{2}&1\\x_{3}&y_{3}&z_{3}&1\end{vmatrix}}=0.}
În particular, ecuația planului care trece prin punctele {\displaystyle (a,0,0)}, {\displaystyle (0,b,0)}, {\displaystyle (0,0,c)} se poate exprima și într-o formă mai simplă:
{\displaystyle {\frac {x}{a}}+{\frac {y}{b}}+{\frac {z}{c}}=1}

### Ecuația unui plan care trece printr-un punct și doi vectori
{\displaystyle \mathbf {r} =\mathbf {r} _{0}+s\mathbf {v} +t\mathbf {w} ,}

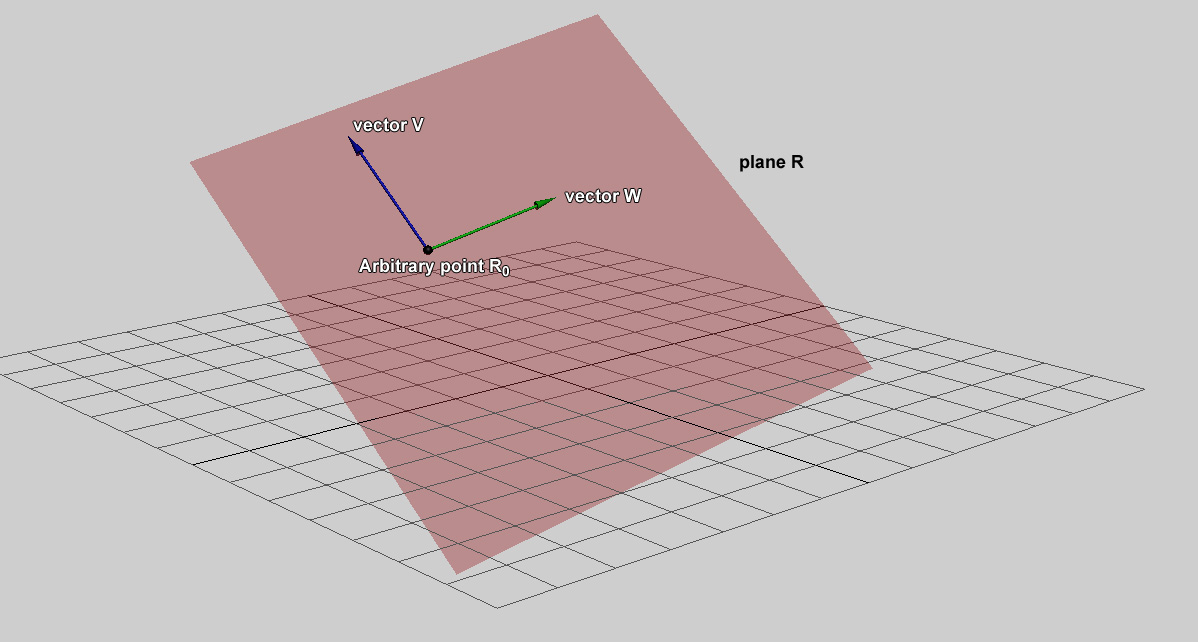

unde s și  t variază peste toate numerele reale, {\displaystyle v} și {\displaystyle w} sunt vectorii care definesc planul, și {\displaystyle \mathbf {r} _{0}} este vectorul care reprezintă poziția unui punct arbitrar, dar fix, de pe plan. Vectorii {\displaystyle v} și {\displaystyle w} încep de la {\displaystyle r} și sunt îndreptați în direcții diferite, de-a lungul planului. {\displaystyle v} și {\displaystyle w} pot fi perpendiculari, dar nu paraleli.

### Ecuația planului care trece printr-un punct și este perpendicular pe un vector
Fie {\displaystyle \mathbf {r} _{0}} vectorul de poziție a unor punct {\displaystyle P_{0}} în plan, și n un vector nenul normal cu planul. Un punct {\displaystyle P} cu vectorul de poziție {\displaystyle \mathbf {r} } se află în plan dacă și numai dacă vectorul dintre {\displaystyle P_{0}} și {\displaystyle P} este perpendicular pe n. Se știe că doi vectori sunt perpendiculari dacă și numai dacă produsul lor scalar este zero, rezultă că planul dorit poate fi exprimat ca mulțimea tuturor punctelor r astfel încât:
{\displaystyle \mathbf {n} \cdot (\mathbf {r} -\mathbf {r} _{0})=0}
Rezultă că:
{\displaystyle n_{x}(x-x_{0})+n_{y}(y-y_{0})+n_{z}(z-z_{0})=0,\,}
care este ecuația planului.  

### Distanța de la un punct la un plan
Pentru un plan {\displaystyle \Pi :ax+by+cz+d=0\,} și un punct {\displaystyle p_{1}=(x_{1},y_{1},z_{1})} nu neapărat situat pe plan, distanța cea mai scurtă de la {\displaystyle p_{1}} la plan este
{\displaystyle D={\frac {\left|ax_{1}+by_{1}+cz_{1}+d\right|}{\sqrt {a^{2}+b^{2}+c^{2}}}}}

### Dreapta de intersecție dintre două plane
Dreapta de intersecție dintre planele de ecuații {\displaystyle \Pi _{1}:\mathbf {n} _{1}\cdot \mathbf {r} =h_{1}} și {\displaystyle \Pi _{2}:\mathbf {n} _{2}\cdot \mathbf {r} =h_{2}} este dată de
{\displaystyle \mathbf {r} =(c_{1}\mathbf {n} _{1}+c_{2}\mathbf {n} _{2})+\lambda (\mathbf {n} _{1}\times \mathbf {n} _{2})}
unde:
{\displaystyle c_{1}={\frac {h_{1}-h_{2}(\mathbf {n} _{1}\cdot \mathbf {n} _{2})}{1-(\mathbf {n} _{1}\cdot \mathbf {n} _{2})^{2}}}}
{\displaystyle c_{2}={\frac {h_{2}-h_{1}(\mathbf {n} _{1}\cdot \mathbf {n} _{2})}{1-(\mathbf {n} _{1}\cdot \mathbf {n} _{2})^{2}}}}

### Unghiul diedru
Considerând două plane descrise prin ecuațiile {\displaystyle \Pi _{1}:a_{1}x+b_{1}y+c_{1}z+d_{1}=0\,} și {\displaystyle \Pi _{2}:a_{2}x+b_{2}y+c_{2}z+d_{2}=0\,}, unghiul diedru dintre ele este definit a fi unghiul {\displaystyle \alpha } dintre direcțiile lor normale:
{\displaystyle \cos \alpha ={\hat {n}}_{1}\cdot {\hat {n}}_{2}={\frac {a_{1}a_{2}+b_{1}b_{2}+c_{1}c_{2}}{{\sqrt {a_{1}^{2}+b_{1}^{2}+c_{1}^{2}}}{\sqrt {a_{2}^{2}+b_{2}^{2}+c_{2}^{2}}}}}}